# Phalaris platensis
Phalaris platensis là một loài thực vật có hoa trong họ Hòa thảo. Loài này được Henrard ex Heukels miêu tả khoa học đầu tiên năm 1934.